# Ундина (Райнеке)
Соната «Ундина» для флейты и фортепиано Op. 167, ми минор — произведение Карла Райнеке, написанное в 1882 году по мотивам одноимённой повести Фридриха де Ла Мотт Фуке. Примерная продолжительность звучания 20 минут. Посвящена флейтисту Вильгельму Барге. В 1885 году Райнеке опубликовал также авторскую редакцию для кларнета и фортепиано.

## Состав
1. Allegro
2. Intermezzo. Allegretto grazioso — Più lento (quasi Andante) — Tempo I
3. Andante molto tranquillo — Molto vivace — Tempo I
4. Finale. Allegro molto (agitato ed appassionato, quasi Presto) — Un poco più tranquillo

Структура сонаты в первом приближении воспроизводит сюжет повести. Первая часть, Allegro, соответствует жизни Ундины в доме своего отца, морского царя, вторая часть, Intermezzo — её перемещению в дом приёмных родителей, земных людей, третья часть — счастливой любви с рыцарем Гульдбрандом, финал — трагическому исходу этой любви. Первая часть и финал написаны в основной тональности, вторая часть в си миноре, третья часть — в соль мажоре; как отмечал пианист Филипп Молль, участвовавший в исполнении сонаты, основная тональность символизирует подводный мир, а соль мажор — человеческий.

## Исполнения и записи
К сонате Райнеке обращались многие известные флейтисты. Его записали, в частности, Жан-Пьер Рампаль, Патрик Галлуа, Джеймс Голуэй.